# Bällsta
Bällsta är en stadsdel i Västerort inom Stockholms kommun. 
Bällsta Villastad bildades genom en första ägostyckning av Bällsta gård 1905–1908. Detta skedde på privat initiativ, och det kom att dröja till 1938 innan Stockholms stad inköpte den resterande delen av egendomen. Området bebyggdes sedan som ett småstugeområde.
Bebyggelsen domineras idag av små trähus i en trädgårdsstad uppförda på 1940-talet. I Bällsta uppfördes totalt ca 200 stugor genom självbyggeri i stadens regi, vilket innebar att stugägarna själva byggde sin stuga. Materialet och instruktionerna tillhandahölls av Stockholms stads småstugebyrå. Här finns också 20 stugor som såldes färdigbyggda. De flesta husen i området är enplansstugor.
Husen ligger regelbundet placerade med långsidorna längs gatan. Stadsplanen är strikt, med långa raka gator. Fasadmaterialet är träpanel med locklist och taken hade ursprungligen rött lertegel. Trädgårdarna och planteringarna längs gatorna är viktiga inslag i miljön. Eftersom tomterna är mindre än 1000 m² har de inte styckats och området har därför behållit sin karaktär. I Stockholms översiktsplan är Bällsta redovisat som värdefull kulturmiljö.
I stadsdelen ligger travbanan Solvalla, invigd 1927.
Stadsdelen bildades 1932 men kom några år efter att minska i omfång då södra obebyggda delen som låg i anslutning till det nyanlagda Bromma flygfält överfördes till stadsdelen Riksby

## Demografi
År 2017 hade stadsdelen cirka 800 invånare, varav cirka 15,4 procent med utländsk bakgrund.